# Óriás tobzoska
Az óriás tobzoska (Smutsia gigantea, korábban Manis gigantea) az emlősök (Mammalia) osztályának tobzoskák (Pholidota) rendjébe, ezen belül a tobzoskafélék (Manidae) családjába tartozó faj.
Az óriás tobzoska a legnagyobb méretű tobzoska-faj. A fajt először Johann Karl Wilhelm Illiger írta le 1815-ben.
Az orvvadászatnak leginkább kitett fajok közé tartozik, állománya vészesen csökken a kínai kuruzslásban betöltött szerepe miatt. 

## Előfordulása
A faj az egyenlítői Afrika környékén honos, legnagyobb populációi Ugandában, Tanzániában és Kenya nyugati részén élnek. Élőhelye elsősorban az olyan szavannák, és esőerdők, ahol nagy termeszpopulációk élnek és van elegendő víz. Az óriás tobzoska nem él magasan fekvő területeken..

## Megjelenése

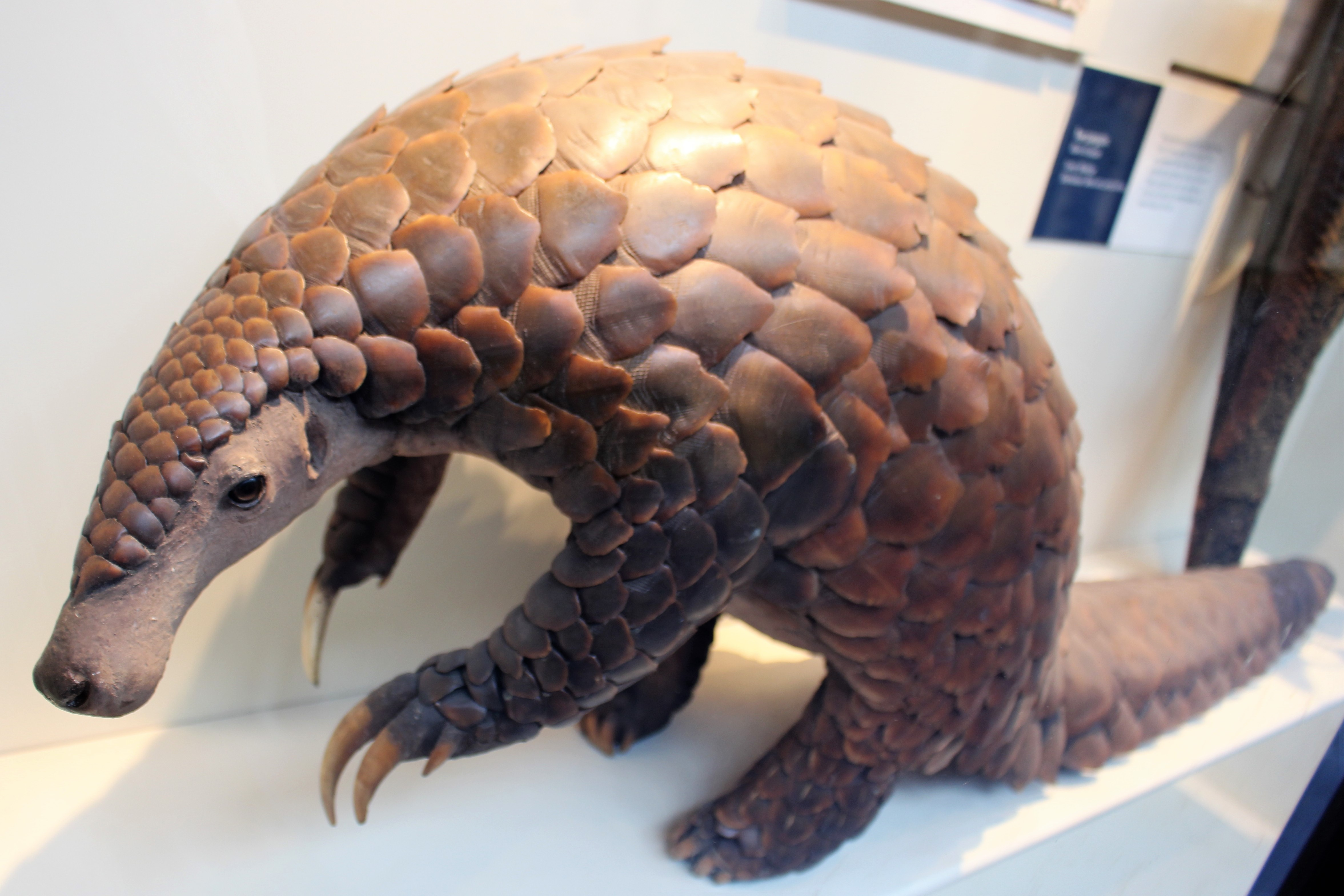
Kitömött példány a londoni Természettudományi Múzeumban

A faj átlagos tömege nem ismert, de találtak már 33 kg-os tömegű óriás tobzoskát. A hímek a nőstényeknél nagyobbak, a hím testhossza eléri a 140 cm-t, a nőstényé a 125 cm-t. Mint arra a neve is utal, ez a legnagyobb tobzoska-faj. Pikkelyei általában barna vagy vörösesbarna színűek. A többi tobzoska-fajhoz hasonlóan nagy méretű, kemény pikkelyei vannak, szőrzete nincs, kivéve a szeme környékén. Az óriás tobzoskának hosszú ormánya, hosszú és vastag farka, mellső lábain nagy karmai vannak. Szaglása nagyon jó. Nagy végbélmirigyeinek váladéka valószínűleg a kommunikációjukat segíti. Járás közben csaknem teljes súlya oszlopszerű hátsó lábaira nehezedik, első karmait begörbíti és lába külső élén jár, így védve karmait. Farkával egyensúlyozva képes a két lábon járásra is.

## Életmódja
Más tobzoska-fajokhoz hasonlóan az óriás tobzoska is mozgékony éjszakai életmódot folytat, emiatt megfigyelése nehéz. Általában magányosan jár, bár egyszer megfigyeltek egy egyedet amint odúját egy fiatal egyeddel osztotta meg. Képes a fára mászásra.

### Táplálkozása
Más tobzoskákhoz hasonlóan az óriás tobzoska is kizárólag rovarevő, fogai nincsenek, rágásra képtelen. Hangyákkal és termeszekkel táplálkozik, a rovarokat a hangyabolyok és a termeszdombok kibontásával keresi meg. Mind a föld alatti mind a föld feletti hangyabolyokat kedveli.
Viszonylagosan nagy mérete miatt, az óriás tobzoska különösen jól alkalmazkodott a termeszdombok felbontásához. Súlyát farkára támasztja, a termeszvárnak dől, és első karmaival bontja ki a várat. Súlyának és a fizikai behatolásnak köszönhetően a termeszvár gyorsan összeomlik, szabaddá téve a hozzáférést a termeszekhez. A termeszeket az akár 40 cm-es hosszúságot is elérő tapadós nyelvével ragadja meg.

## Szaporodása
Az óriás tobzoska szaporodásáról még nagyon kevés ismeretünk van. Szaporodásáról két feljegyzett beszámoló létezik, az egyik szeptemberi a másik október szaporulat volt, mindkét esetben egy, 500 g-os utód született. A tobzoskákra jellemzően az utódok nyitott szemmel és  puha pikkelyekkel születnek, melyek később szilárdulnak meg. Születésükkor még nem tudnak járni, hanem hasukon csúsznak.

## Természetvédelmi helyzete
Az erdőirtás és élőhelyének elvesztése miatt a faj egyedszáma jelentősen csökken. Aggodalomra ad okot létszámának csökkenése, és pikkelyeinek vélelmezett gyógyhatása miatti vadászata is. Mivel a faj éjszakai életmódot folytat, még kevés tanulmányt készítettek róla. 2019-es természetvédelmi besorolása: veszélyeztetett.